# ブレア=ブラウン密約
ブレア=ブラウン密約（Blair-Brown deal）とは、イギリスで存在が広く信じられている、トニー・ブレアとゴードン・ブラウンの間で1994年に交わされた紳士協定。密約が交わされた場所からグラニタ協定（Granita Pact）とも呼ばれる。

## 概説
複数の記事によれば、ジョン・スミスの急死をうけた1994年の労働党党首選挙の際、ゴードン・ブラウンは立候補せず、共に「ニューレイバー」を掲げるトニー・ブレアの勝利に貢献すること、その見返りとして、ブラウンに対して内政における影響力の行使を保証することを約束したとされる。この密約は、2003年6月のガーディアン紙の報道から広く知られるようになった。さらに、ブレアは、自分が首相に就いた場合には、一定期間(庶民院の任期2期との説がある)在任した後に辞任し、後継者としてブラウンにその座を譲ることを約束したともされている。
この「密約」はロンドンのイズリントンにあるグラニタ・レストランで結ばれたとされているが、トニー・ブレア夫人のシェリー・ブースは自身の回顧録で、密約は彼女の近くの家で行われたとしている。
2003年、コラムニストのトム・ブラウンはBBCラジオ・スコットランドに出演し、密約が交わされた翌日にゴードン・ブラウンが自分にその内容を知らせたことを明らかにした。このなかで、トム・ブラウンは次のように語っている。
「密約があったと間違いなく言えるのは、密約が交わされた次の日の朝にゴードンが私に電話をかけてきて、このことについて話してくれたからです。ただ、私は、この2人は密約について別々の解釈をしてレストランを出たのではないかと考えています。実のところ、ブレアもブラウンも、この協定を文書として残さなかったのです。ゴードンは今ぐらいの時期にブレアが退陣するものと思っていたが、ブレアの方では自分は退陣の時期までは約束していないと考えていたのです」

また、ブレア支持者たちのなかにはこのような密約は存在しないとする者もいる。
密約が存在する証拠となるかは別として、ブレア政権の後期、ブラウンの支持者達はブレアの退陣を求めた。また、ブレア退陣後も当然の様にブラウンが後継の首相となり、ブレアも党首選挙でブラウンの推薦人に名を連ねた。

## 参照
1. 1 2  Wheeler, Brian (2005年12月5日). “Profile: Gordon Brown”. BBC 2005年12月25日閲覧。
2. 1 2  Peston, Robert (2005). Brown's Britain. London: Short Books. pp. 66-68. ISBN 1904095674 cited in Smithers, Alan (2005), “Education”, in Seldon, Anthony, The Blair Effect 2001-5, Cambridge University Press, p. 258, ISBN 052186142X
3. 1 2  Dorey, Peter (2005). Policy Making In Britain: An Introduction. London, Thousand Oaks, New Delhi: Sage Publications. pp. 115. ISBN 0761949046
4. ↑  Happold, Tom and Maguire, Kevin. Revealed: Brown and Blair's pact The Guardian, 2003-06-06. Retrieved on 2005-12-25.
5. 1 2  “Timeline: Blair vs Brown”. BBC. (2006年9月7日) 2005年12月25日閲覧。
6. ↑  “Brown and Blair 'did make deal'”. BBC. (2003年10月4日) 2005年12月25日閲覧。